# 新宮中央駅
新宮中央駅（しんぐうちゅうおうえき）は、福岡県糟屋郡新宮町中央駅前2丁目にある、九州旅客鉄道（JR九州）鹿児島本線の駅である。駅番号はJA07。

## 概要
2010年に開業した新宮町内唯一のJR駅である。隣駅の福工大前駅は2008年3月まで新宮町に由来する筑前新宮駅を名乗っていた。
駅名標のシンボルマークは新宮町章である。筑前新宮駅が福工大前駅に改称されるまでは同駅が新宮町章をシンボルマークとしていた。

## 歴史

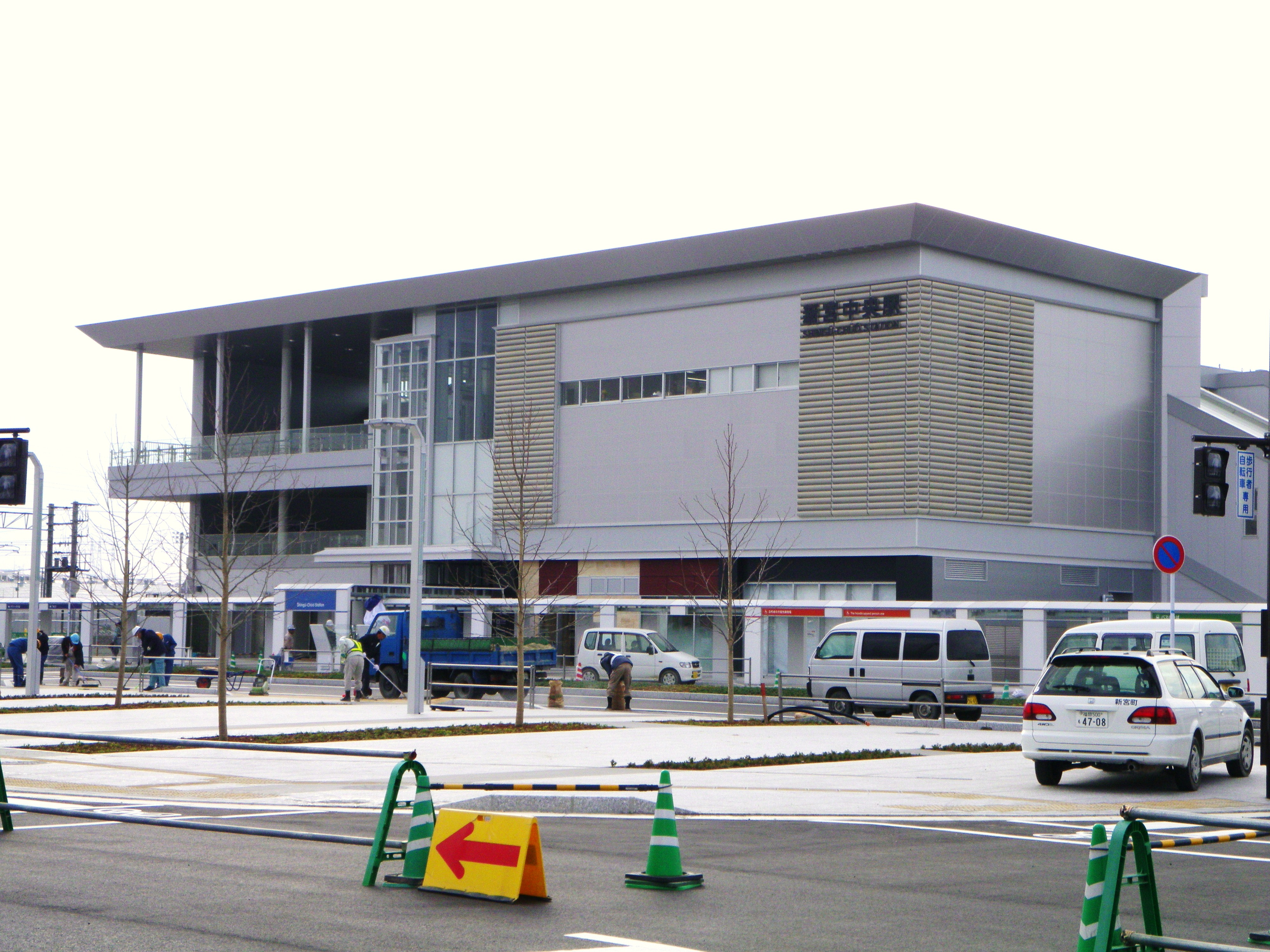
開業直前の東口（2010年3月11日）

- 2010年（平成22年）3月13日：開業。

## 駅構造

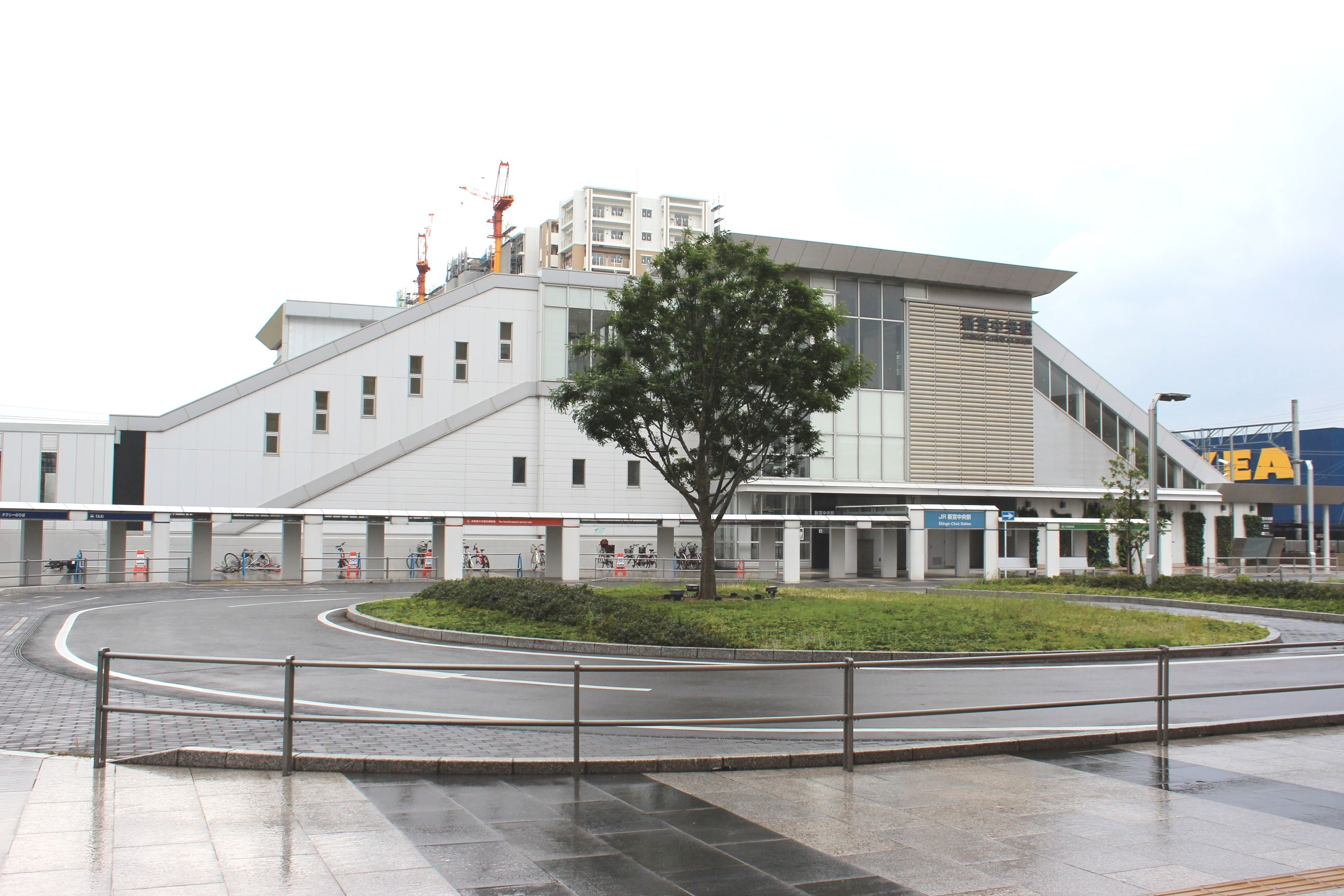
西口（2014年10月）

相対式ホーム2面2線を有する地上駅で橋上駅舎を備える。また、東口と西口が設けられ、それぞれに駅前広場も設けられている。バリアフリー設備として、東口・西口ともにエレベーターとエスカレーター（登りのみ）、改札内から各ホームへはエレベーターが設置されている。
JR九州本体が駅業務を行う直営駅で、みどりの窓口および自動改札機が設置されている。
なお、前後の駅ののりばは基本的に上り線側から1・2…と付番されている（→つまり、上り線側に駅事務室が設置されている）が、当駅とししぶ駅は下り線側に駅事務室が設置されたため、下り線側が1番となっている。

### のりば
| のりば | 路線       | 方向 | 行先             |
| ------ | ---------- | ---- | ---------------- |
| 1      | 鹿児島本線 | 下り | 博多・久留米方面 |
| 2      | 鹿児島本線 | 上り | 折尾・小倉方面   |

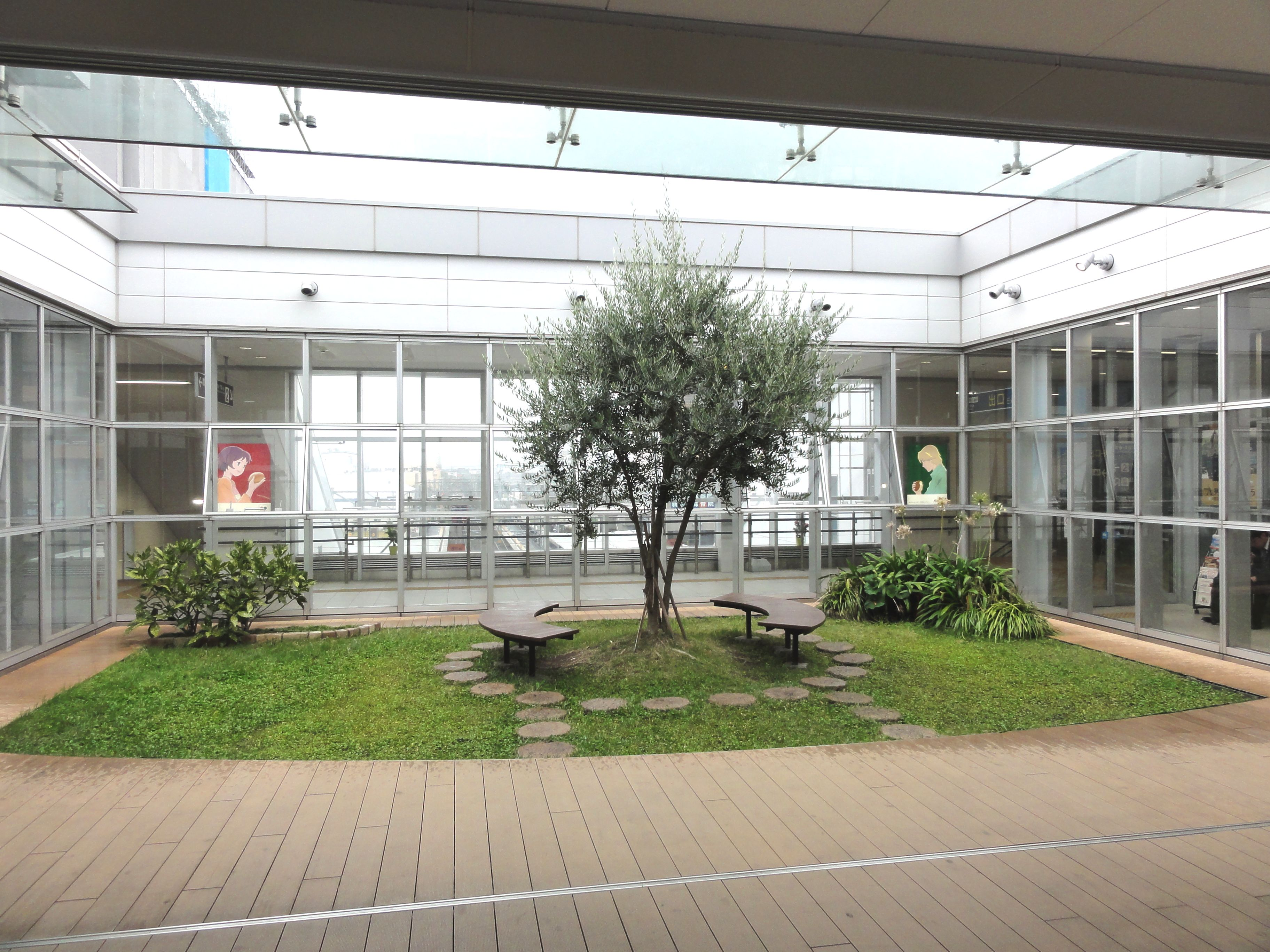
駅内広場（2014年10月）
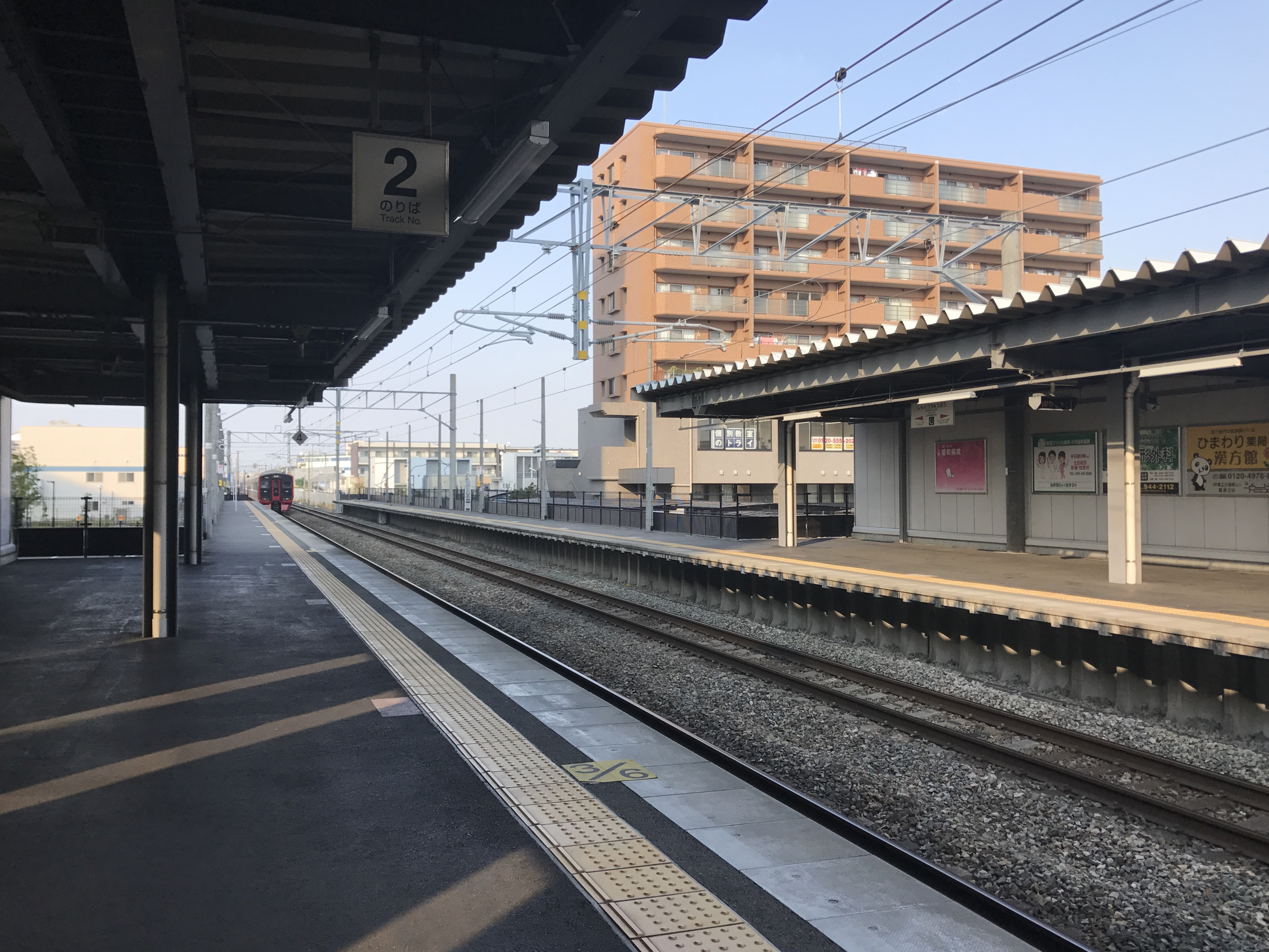
ホーム（2017年9月）
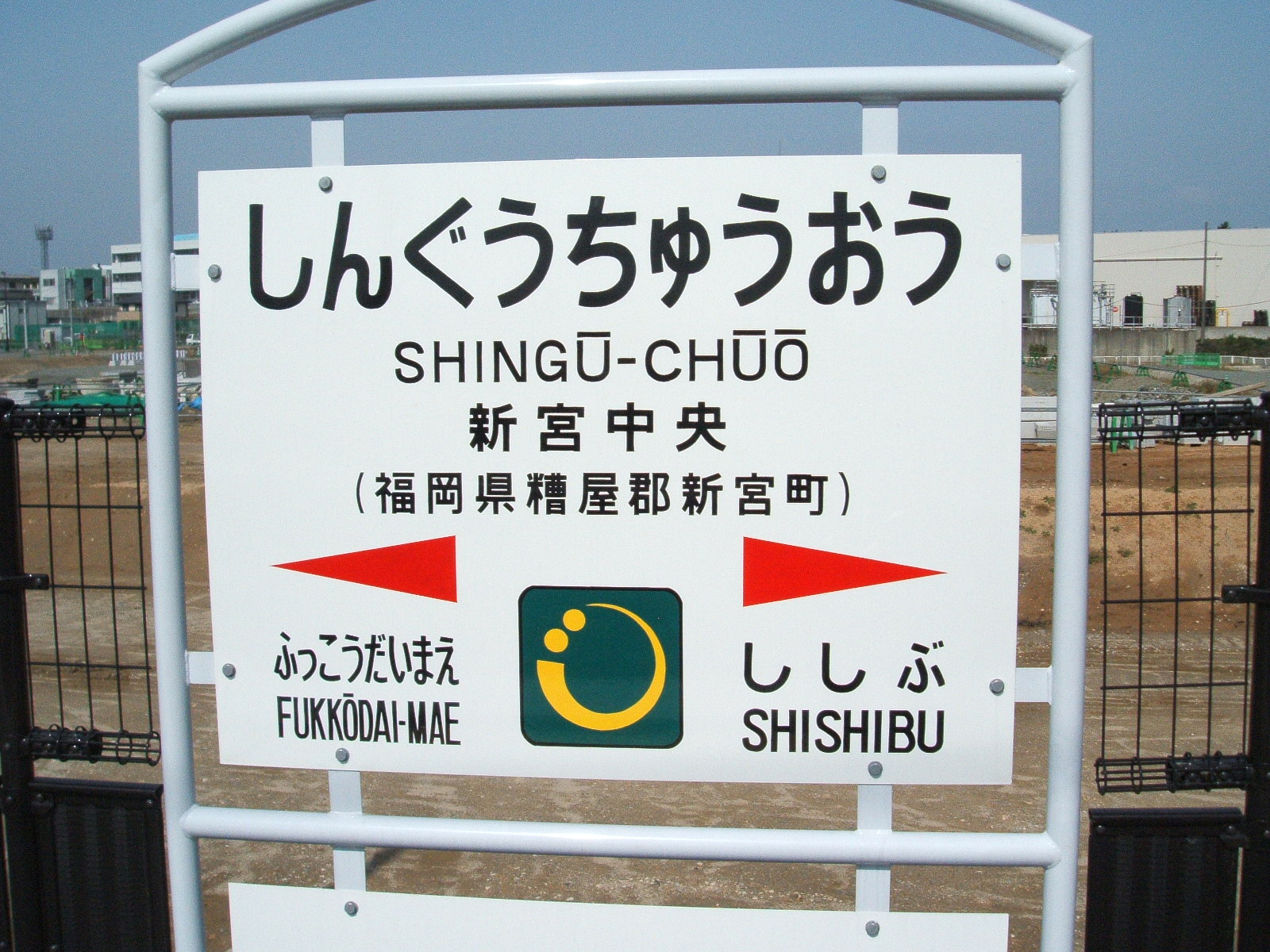
駅名標（2010年3月）

## 利用状況
駅周辺の宅地開発や商業施設の開業により開業以来、一貫して増加している。
2023年度の1日平均乗車人員は5,177人である。なお、JR九州は当駅開業前の2006年10月31日に、開業後における1日平均乗車人員の見込みについて2,500人と発表していた。
| 利用客数推移 | 利用客数推移     | 利用客数推移     |
| 年度         | 1日平均 乗降人員 | 1日平均 乗車人員 |
| ------------ | ---------------- | ---------------- |
| 2010年       | 1,400            |                  |
| 2011年       |                  |                  |
| 2012年       | 6,131            |                  |
| 2013年       |                  |                  |
| 2014年       |                  |                  |
| 2015年       |                  |                  |
| 2016年       |                  | 4,878            |
| 2017年       |                  | 4,946            |
| 2018年       |                  | 4,946            |
| 2019年       |                  | 5,101            |
| 2020年       |                  | 4,311            |
| 2021年       |                  | 4,576            |
| 2022年       |                  | 4,850            |
| 2023年       |                  | 5,177            |

## 駅周辺
新宮町の北西部にあたり、駅前で鹿児島本線と福岡県道539号小竹下府線が交差する。西口から約400 mで国道495号、東口から約700 mで国道3号にそれぞれ接続し、南進すると福岡市東区となる。
商業施設は東口側に多く、西口側は住宅と工場やオフィスが多いが、東口･西口側共に大規模マンションが立ち並ぶ。

### 東口
- IKEA福岡新宮
- カインズ福岡新宮店
- 沖田中央公園
- 加野病院
- ライフガーデン新宮中央
  - 北九州銀行新宮支店
  - ハローデイ新宮店
- 新宮町観光案内所
- そぴあしんぐう（コミュニティセンター）
- 新宮町立新宮東小学校

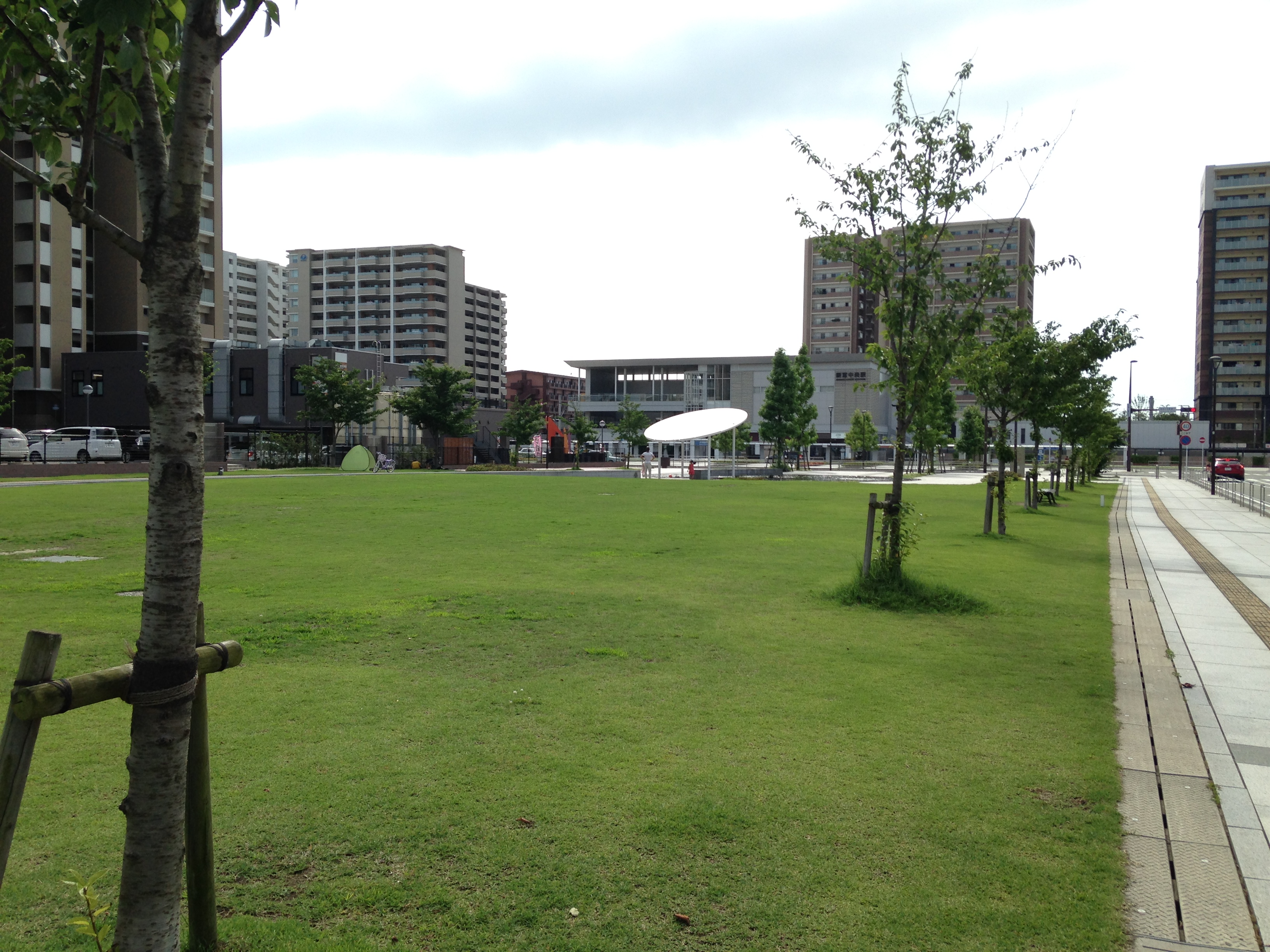
沖田中央公園（2016年7月）

- シーオーレ新宮（保健館・図書館・歴史資料館）
- 千年家（横大路家住宅）
- ロピア福岡新宮店

### 西口
- ゆめマート新宮
- フランソア福岡本社工場
- ロックペイント福岡営業所
- アーバンモール新宮中央
  - VICINO Restaurant・Cafe
- 新宮町立新宮中学校
- 福岡県立福岡特別支援学校（旧福岡県立福岡養護学校）
- 福岡県立新宮高等学校
- 新宮町役場
- 西鉄新宮駅 - 西北西約1.2 km[1]

## バス路線
東口にバス停留所がある。
- 新宮町コミュニティバスマリンクス「JR新宮中央駅」停留所 - 西鉄新宮駅・新宮町役場・夜臼・JR福工大前駅・相島渡船場方面
- 西鉄バス「新宮中央駅東口・IKEA前」停留所 - （急行）夜臼・大蔵・高美台・天神方面

なお、西に約4002 mの国道495号上には「特別支援学校前」（西鉄バス、26・26A 天神方面/赤間営業所方面）、東に約6002 mの国道3号バイパス上に「上の府太郎丸」（西鉄バス、赤間急行 天神方面/森林都市・日赤看護大・赤間営業所方面）停留所がある。

## 隣の駅
九州旅客鉄道（JR九州）
 鹿児島本線
■快速・■区間快速
通過
■普通
ししぶ駅 (JA08) - 新宮中央駅 (JA07) - 福工大前駅 (JA06)

#### 本文中の出典
1. 1 2 3  『週刊 JR全駅・全車両基地』 08号 博多駅・伊万里駅・西戸崎駅ほか81駅、朝日新聞出版〈週刊朝日百科〉、2012年9月30日、20頁。
2. ↑  “駅別乗車人員上位300駅（2023年度）” (PDF).   九州旅客鉄道. 2025年3月29日閲覧。
3. ↑  朝日新聞西部本社福岡、2006年11月1日朝刊27面
4. ↑  生活環境が充実し快適に暮らせるまち (PDF)
5. ↑  都市再生整備計画（第2回変更）新宮町地区 平成26年11月 (PDF)

#### 利用状況の出典
JR九州の1日平均利用客数
1. ↑  駅別乗車人員上位300駅（平成28年度) - ウェイバックマシン（2017年8月1日アーカイブ分）
2. ↑  駅別乗車人員上位300駅（2017年度） - ウェイバックマシン（2018年7月20日アーカイブ分）
3. ↑  “駅別乗車人員上位300駅（2018年度）” (PDF).   九州旅客鉄道. 2019年8月5日閲覧。
4. ↑  “駅別乗車人員上位300駅（2019年度）” (PDF).   九州旅客鉄道. 2020年9月24日閲覧。
5. ↑  “駅別乗車人員上位300駅（2020年度）” (PDF).   九州旅客鉄道. 2021年9月2日閲覧。
6. ↑  “駅別乗車人員上位300駅（2021年度）”.   九州旅客鉄道株式会社. 2022年12月17日閲覧。
7. ↑  “駅別乗車人員上位300駅（2022年度）”.   九州旅客鉄道株式会社. 2025年3月29日閲覧。
8. ↑  “駅別乗車人員上位300駅（2023年度）”.   九州旅客鉄道株式会社. 2025年3月29日閲覧。